# Dayton (Texas)
Dayton ist eine Stadt im Liberty County im US-Bundesstaat Texas. Das U.S. Census Bureau hat bei der Volkszählung 2020 eine Einwohnerzahl von 8.777 ermittelt.

## Geographie
Die Stadt liegt im Süden des Countys im Südosten von Texas, ist im Osten etwa 100 Kilometer von Louisiana, im Süden etwa 70 Kilometer vom Golf von Mexiko entfernt und hat eine Gesamtfläche von 28,6 km².

## Geschichte
Der Ort wurde 1831 unter dem Namen West Liberty gegründet und war Teil der Stadt Liberty, getrennt durch den Trinity River. Eine Straße und eine Fähre verbanden die beiden Orte. 1854 wurde die Stadt umbenannt in Day's Town, zu Ehren von I. C. Day, einem Großgrundbesitzer im Süden der Stadt. Die Eisenbahnstation war unter den Namen West Liberty, Days Station und Dayton Station bekannt. Bei der Errichtung des ersten Postbüros vergab die Postdirektion dem Ort den Namen Dayton.

## Demografische Daten
Nach der Volkszählung im Jahr 2000 lebten hier 5.709 Menschen in 2.129 Haushalten und 1.517 Familien. Die Bevölkerungsdichte betrug 199,7 Einwohner pro km². Ethnisch betrachtet setzte sich die Bevölkerung zusammen aus 71,08 % weißer Bevölkerung, 19,69 % Afroamerikanern, 0,44 % amerikanischen Ureinwohnern, 0,68 % Asiaten, 0,04 % Bewohnern aus dem pazifischen Inselraum und 6,67 % aus anderen ethnischen Gruppen. Etwa 1,40 % waren gemischter Abstammung und 10,53 % der Bevölkerung waren spanischer oder lateinamerikanischer Abstammung.
Von den 2.129 Haushalten hatten 37,4 % Kinder unter 18 Jahre, die im Haushalt lebten. 50,5 % davon waren verheiratete, zusammenlebende Paare. 16,4 % waren allein erziehende Mütter und 28,7 % waren keine Familien. 25,2 % aller Haushalte waren Singlehaushalte und in 12,1 % lebten Menschen, die 65 Jahre oder älter waren. Die Durchschnittshaushaltsgröße betrug 2,66 und die durchschnittliche Größe einer Familie belief sich auf 3,18 Personen.
30,0 % der Bevölkerung waren unter 18 Jahre alt, 9,7 % von 18 bis 24, 28,2 % von 25 bis 44, 20,2 % von 45 bis 64, und 12,0 % die 65 Jahre oder älter waren. Das Durchschnittsalter war 33 Jahre. Auf 100 weibliche Personen aller Altersgruppen kamen 89,3 männliche Personen. Auf 100 Frauen im Alter von 18 Jahren und darüber kamen 87,4 Männer.

Das jährliche Durchschnittseinkommen eines Haushalts betrug 37.401 USD, das Durchschnittseinkommen einer Familie 47.250 USD. Männer hatten ein Durchschnittseinkommen von 39.075 USD gegenüber den Frauen mit 21.068 USD. Das Prokopfeinkommen betrug 16.139 USD. 21,3 % der Bevölkerung und 16,3 % der Familien lebten unterhalb der Armutsgrenze. Davon waren 33,6 % Kinder und Jugendliche unter 18 Jahren und 15,8 % waren 65 oder älter.

## Söhne und Töchter der Stadt
- Marion Price Daniel senior (1910–1988), Politiker, Senator und Gouverneur
- W. Frank Blair (1912–1984), Zoologe und Ökologe